# Unalaska (ø)
Unalaska er en ø i Fox-øerne, der er en del af Aleuterne i den amerikanske stat Alaska. Øen har et areal på 2.722 km² og har 1.759 indbyggere (pr. 2000, fraregnet Amaknak). Den største by er Unalaska, der dels ligger på øen af samme navn, dels på den lille ø Amaknak, der ligger lige ved hovedøen. Størstedelen af byens befolkning bor på Amaknak.
Unalaska er den næststørste ø i Fox-øerne og i hele Aleuterne. Dens kystlinje ser noget anderledes ud end de øvrige øer, idet den har talløse fjorde og halvøer. Den ujævne kystlinje brydes af tre lange, dybe bugter: Beaver-fjorden, Unalaska Bugt og Makushin Bugt. Unalaskas landskab er forrevent og bjergfyldt, og størstedelen af året er de højere dele af øen dækket af sne.
Navnet "Unalaska" er aleutisk, og der er flere teorier om dets oprindelse. Det er tænkeligt, at der er tale om en forvanskning af det russiske "Ounalashka", der igen stammer fra det aleutiske "Nawan-Alaxsxa", der betyder "nær fastlandet".

## Historie
Øen blev opdaget af Vitus Bering i 1741. Et russisk bosted opstod i 1759, men blev fire år senere ødelagt af aleuterne sammen med fire handelsskibe. Massakren kostede 162 russiske nybyggere livet. Nogle nybyggere overlevede og holdt sig i live, indtil de blev undsat af russere i 1764. Episoden medførte blodige repressalier mod aleuterne og kom til at koste omkring 5000 af dem livet.
I 1784 ankom en spansk ekspedition til Unalaska under ledelse af Esteban José Martinez og Gonzalo López de Haro, der udforskede Alaska og nåede hertil som det vestligste, en spansk ekspedition nogensinde kom i denne verdensdel.
I det 19. århundrede mødtes amerikanere og russere fredeligt på Unalaska, hvilket blev fremhævet af USA's præsident Ronald Reagan under et besøg i Moskva i 1988.
En større olieforurening forekom, da et malaysisk skib løb på grund ud for kysten ved Unalaska 8. december 2004.
- Unalaska by
- Unalaska by 1972
- Cape Aiak på sydkysten af Unalaska
- Satellitfoto af øen
- Havnen i Unalaska, bogillustration fra 1816 af Louis Choris
- Havodderskind, 1892